# Vinine (Chorwacja)
Vinine – wieś w Chorwacji, w żupanii splicko-dalmatyńskiej, w mieście Trilj. W 2011 roku liczyła 24 mieszkańców.